# هافانا (أركنساس)
هافانا (بالإنجليزية: Havana, Arkansas)‏ هي مدينة تقع في مقاطعة ييل، أركنسو بولاية أركنساس في الولايات المتحدة. تبلغ مساحة هذه المدينة 1.2 (كم²)، وترتفع عن سطح البحر 116 م، بلغ عدد سكانها 392 نسمة في عام 2000 حسب إحصاء مكتب تعداد الولايات المتحدة.

## التركيبة السكانية
حدّد مكتب تعداد الولايات المتحدة بيانات التركيبة السكانية لهافانا في تعداد الولايات المتحدة. في ما يلي، التركيبة السكانية حسب تعدادي 2000 و2010.

### تعداد عام 2000
بلغ عدد سكان هافانا 392 نسمة بحسب تعداد عام 2000، وبلغ عدد الأسر 141 أسرة وعدد العائلات 102 عائلة مقيمة في المدينة. في حين سجلت الكثافة السكانية 251.3 نسمة لكل كيلومتر مربع (650.9/ميل2). وبلغ عدد الوحدات السكنية 160 وحدة بمتوسط كثافة قدره 102.6 لكل كيلومتر مربع (265.7/ميل2).
وتوزع التركيب العرقي للمدينة بنسبة 83.93% من البيض و0.77% من الأمريكيين الأصليين و1.79% من الأمريكيين ذوي الأصول الآسيوية و11.22% من الأعراق الأخرى و2.30% من عرقين مختلطين أو أكثر و17.86% من الهسبانيون أو اللاتينيون من أي عرق.
بلغ عدد الأسر 141 أسرة كانت نسبة 39.7% منها لديها أطفال تحت سن الثامنة عشر تعيش معهم، وبلغت نسبة الأزواج القاطنين مع بعضهم البعض 55.3% من أصل المجموع الكلي للأسر، ونسبة 13.5% من الأسر كان لديها معيلات من الإناث دون وجود شريك،  بينما كانت نسبة 3.5% من الأسر لديها معيلون من الذكور دون وجود شريكة وكانت نسبة 27.7% من غير العائلات. تألفت نسبة 22.7% من أصل جميع الأسر من عدة أفراد يعيشون في نفس المنزل ونسبة 10.6% كانت تتألف من شخص يعيش بمفرده يبلغ من العمر 65 عاماً أو أكثر. وبلغ متوسط حجم الأسرة المعيشية 2.78، أما متوسط حجم العائلات فبلغ 3.25.
بلغ العمر الوسطي للسكان 32.0 عاماً. وكانت نسبة 29.1% من القاطنين تحت سن الثامنة عشر، وكانت نسبة 12.2% بين الثامنة عشر والرابعة والعشرين عاماً، ونسبة 29.8% كانت واقعةً في الفئة العمرية ما بين الخامسة والعشرين والرابعة والأربعين عاماً، ونسبة 14.5% كانت ما بين الخامسة والأربعين والرابعة والستين، ونسبة 14.3% كانت ضمن فئة الخامسة والستين عاماً فما فوق. يوجد لكل 100 أنثى 107.4 ذكر، ويوجد لكل 100 أنثى في الثامنة عشر من عمرها فما فوق 100.0 ذكر.
بلغ متوسط دخل الأسرة في المدينة 30,625 دولارًا، أما متوسط دخل العائلة فبلغ 27,500 دولارًا. وكان متوسط دخل الذكور 18,558 دولارًا مقابل 17,222 دولارًا للإناث. وسجل دخل الفرد الخاص بالمدينة 10,963 دولارًا. وكانت نسبة 20.2% من العائلات ونسبة 24.2% من السكان تحت خط الفقر، وكان من هؤلاء نسبة 39.8% تحت سن الثامنة عشر ونسبة 20.3% في الخامسة والستين من العمر وما فوق.

### تعداد عام 2010
بلغ عدد سكان هافانا 375 نسمة بحسب تعداد عام 2010، وبلغ عدد الأسر 131 أسرة وعدد العائلات 102 عائلة مقيمة في المدينة. في حين سجلت الكثافة السكانية 240.4 نسمة لكل كيلومتر مربع (622.6/ميل2). وبلغ عدد الوحدات السكنية 163 وحدة بمتوسط كثافة قدره 104.5 لكل كيلومتر مربع (270.7/ميل2).
وتوزع التركيب العرقي للمدينة بنسبة 82.93% من البيض و0.53% من الأمريكيين الأفارقة و0.80% من الأمريكيين الأصليين و2.67% من الأمريكيين ذوي الأصول الآسيوية و12.27% من الأعراق الأخرى و0.80% من عرقين مختلطين أو أكثر و22.13% من الهسبانيون أو اللاتينيون من أي عرق.
بلغ عدد الأسر 131 أسرة كانت نسبة 38.2% منها لديها أطفال تحت سن الثامنة عشر تعيش معهم، وبلغت نسبة الأزواج القاطنين مع بعضهم البعض 56.5% من أصل المجموع الكلي للأسر، ونسبة 16% من الأسر كان لديها معيلات من الإناث دون وجود شريك،  بينما كانت نسبة 5.3% من الأسر لديها معيلون من الذكور دون وجود شريكة وكانت نسبة 22.1% من غير العائلات. تألفت نسبة 21.4% من أصل جميع الأسر من عدة أفراد يعيشون في نفس المنزل ونسبة 9.2% كانت تتألف من شخص يعيش بمفرده يبلغ من العمر 65 عاماً أو أكثر. وبلغ متوسط حجم الأسرة المعيشية 2.86، أما متوسط حجم العائلات فبلغ 3.27.
بلغ العمر الوسطي للسكان 35.6 عاماً. وكانت نسبة 26.1% من القاطنين تحت سن الثامنة عشر، وكانت نسبة 9.6% بين الثامنة عشر والرابعة والعشرين عاماً، ونسبة 24.5% كانت واقعةً في الفئة العمرية ما بين الخامسة والعشرين والرابعة والأربعين عاماً، ونسبة 24.5% كانت ما بين الخامسة والأربعين والرابعة والستين، ونسبة 15.2% كانت ضمن فئة الخامسة والستين عاماً فما فوق. وتوزع التركيب الجنسي للسكان بنسبة 49.3% ذكور و50.7% إناث.

## وصلات خارجية
- The US50 - Cities and Towns in Arkansas State
- 2012 United States Census Estimate